# Wellington (koekje)

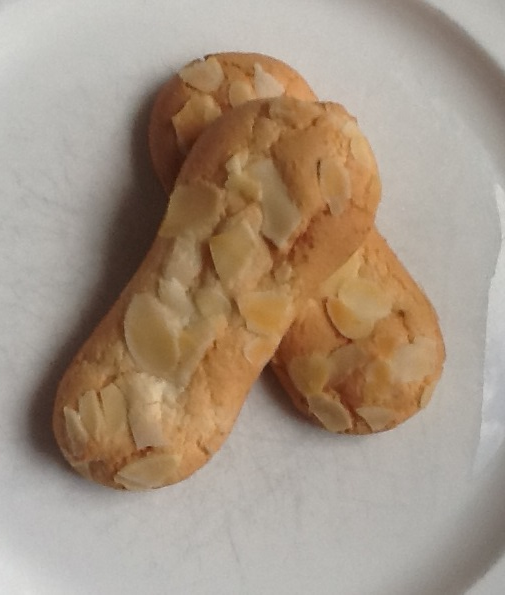
Wellingtons

Een Wellington is een koekje gemaakt van zeer fijn gemalen amandelspijs gemengd met eiwit. Het deeg wordt op vellen ouwel gespoten en eventueel versierd met een amandel of bigarreaux.